# Pont de Mapo
El pont de Mapo (coreà: 마포대교) és un pont que travessa el riu Han, a Corea del Sud, i connecta el districte de Mapo i el districte de Yeongdeungpo a la ciutat de Seül. L'obra es va acabar l'any 1970 i fins a 1984 s'anomenava pont de Seül.

## Suïcidis
La taxa de suïcidis és molt alta a Corea del Sud i el salt des d'un pont és habitual. Precisament, el pont de Mapo té reputació en els saltadors amb més de 100 intents entre 2007 i 2012.
El 26 de juliol de 2013, Sung Jae-ki va saltar d'aquest pont per intentar cridar l'atenció sobre la desigualtat de gènere contra els homes i per demanar els fons necessaris per a l'organització no governamental Homes de Corea. Tot i que els treballs de rescat van començar gairebé immediatament després de la caiguda, i es va dur a terme una recerca generalitzada del riu Han, van trigar tres dies a recuperar el cos.
En un esforç per dissuadir-hi els suïcidis, l'assegurança Samsung Life Insurance va afegir imatges, paraules i una estàtua amb la intenció de fomentar un ambient encoratjador. Per exemple, els passamans del pont estaven equipats amb sensors de moviment per detectar el moviment, il·luminant-se amb frases curtes, escrites amb l'ajuda de psicòlegs i especialistes en prevenció del suïcidi, també mostrant fotos de famílies felices, entre altres coses.
El 2015 es van considerar aquestes mesures com a un fracàs. Finalment, a l'octubre, Samsung va substituir els llums i les consignes per barreres per tornar a un enfocament més físic de la prevenció del suïcidi.

## Galeria

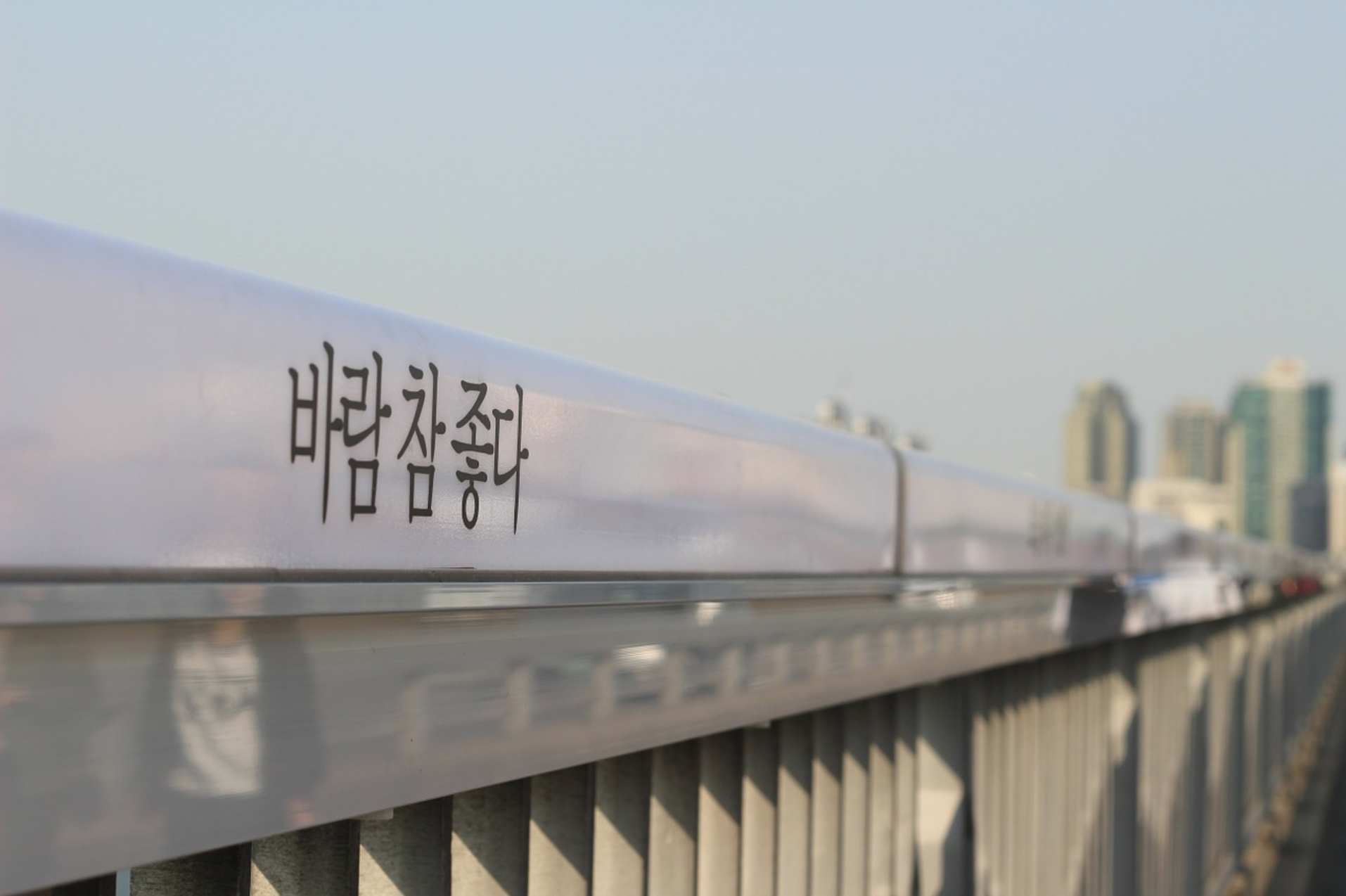
La frase al passamà de la imatge diu «el vent és molt agradable».